# Amithao staudingeri
Amithao staudingeri är en skalbaggsart som beskrevs av Paul Norbert Schürhoff 1935. Amithao staudingeri ingår i släktet Amithao och familjen Cetoniidae. Inga underarter finns listade i Catalogue of Life.